# Боньянни, Джузеппе
Джузеппе Боньянни (итал. Giuseppe Bognanni; 18 июля 1947, Риези, Италия) — итальянский борец греко-римского и вольного стилей, бронзовый призёр Олимпийских игр, бронзовый призёр чемпионата Европы.

## Биография
В 1969 году завоевал бронзовую медаль чемпионата Европы по греко-римской борьбе в полулёгком весе. В 1972 году остался четвёртым в легчайшем весе. 
На Летних Олимпийских играх 1972 года в Мюнхене боролся в наилегчайшем весе (до 52 килограммов). Регламент турнира остался прежним, с начислением штрафных баллов, но сменилось количество баллов, начисляемых за тот или иной результат встречи. За чистую победу штрафные баллы не начислялись, за победу с явным преимуществом начислялось 0,5 штрафных балла, за победу по очкам 1 балл, за ничью 2 или в случае пассивной ничьи 2,5 балла, за поражение с явным преимуществом соперника 3,5 балла и за чистое поражение 4 балла. Как и прежде, борец, набравший 6 штрафных баллов, из турнира выбывал. Титул оспаривали 21 борец.
В финал вышли Боньянни, болгарин Петр Киров и японец Коитиро Хираяма. Поскольку Боньянни уже проиграл Хираяме в первом круге, встреча между ними не проводилась. В схватке с Петром Кировым чистую победу одержал болгарин, и Боньянни остался третьим.  
| Выступление на Олимпийских играх 1972 года | Выступление на Олимпийских играх 1972 года | Выступление на Олимпийских играх 1972 года | Выступление на Олимпийских играх 1972 года | Выступление на Олимпийских играх 1972 года | Выступление на Олимпийских играх 1972 года | Выступление на Олимпийских играх 1972 года |
| Круг                                       | Соперник                                   | Страна                                     | Результат                                  | Баллы                                      | Всего баллов                               | Время схватки                              |
| ------------------------------------------ | ------------------------------------------ | ------------------------------------------ | ------------------------------------------ | ------------------------------------------ | ------------------------------------------ | ------------------------------------------ |
| 1                                          | Коитиро Хираяма                            | Япония                                     | Поражение По очкам                         | -3                                         | -3                                         |                                            |
| 2                                          | Виталий Константинов                       | Союз Советских Социалистических Республик  | Победа Туше                                | 0                                          | -3                                         | 2:27                                       |
| 3                                          | Ахмет Трен                                 | Турция                                     | Победа По очкам                            | -1                                         | -4                                         |                                            |
| 4                                          |                                            |                                            |                                            | 0                                          | -4                                         |                                            |
| 5                                          | Ян Михалик                                 | Польша                                     | Победа По очкам                            | -1                                         | -5                                         |                                            |
| Финал                                      | Петр Киров                                 | Болгария                                   | Поражение Туше                             |                                            |                                            | 6:38                                       |

В 1974 году остался шестым на чемпионате Европы.
На Летних Олимпийских играх 1976 года в Монреале боролся в наилегчайшем весе (до 52 килограммов), но по вольной борьбе. Регламент турнира остался в основном прежним. Титул оспаривали 19 борцов.
Победив в одной и проиграв в двух встречах, Джузеппе Боньянни выбыл из турнира. 
| Выступление на Олимпийских играх 1976 года | Выступление на Олимпийских играх 1976 года | Выступление на Олимпийских играх 1976 года | Выступление на Олимпийских играх 1976 года | Выступление на Олимпийских играх 1976 года | Выступление на Олимпийских играх 1976 года | Выступление на Олимпийских играх 1976 года | Выступление на Олимпийских играх 1976 года |
| Круг                                       | Соперник                                   | Страна                                     | Результат                                  | Счёт                                       | Баллы                                      | Всего баллов                               | Время схватки                              |
| ------------------------------------------ | ------------------------------------------ | ------------------------------------------ | ------------------------------------------ | ------------------------------------------ | ------------------------------------------ | ------------------------------------------ | ------------------------------------------ |
| 1                                          | Эмиль Китхурсе                             | Виргинские Острова (США)                   | Победа Туше                                |                                            | 0                                          | 0                                          | 4:59                                       |
| 2                                          | Хабиб Фатах Гаралар                        | Иран                                       | Поражение За явным преимуществом           | 2—24                                       | -4                                         | -4                                         |                                            |
| 3                                          | Чон Ха Соп                                 | Республика Корея                           | Поражение Туше                             |                                            | -4                                         | -8                                         | 2:16                                       |